# Гусев, Иван Алексеевич (танкист)
Ива́н Алексе́евич Гу́сев (15 января 1922, Сабанчеево, Симбирская губерния — 12 июля 1943, Петровка, Курская область) — советский военнослужащий, участник Великой Отечественной войны, командир взвода 2-го танкового батальона 181-й танковой бригады 18-го танкового корпуса РККА. 12 июля 1943 года совершил второй танковый таран в ходе Курской битвы. Посмертно награждён орденом Отечественной войны I степени.

## Биография
Иван Алексеевич Гусев родился 15 января 1922 года в мордовском селе Сабанчеево Паранеевской волости, Алатырского уезда, Симбирской губернии (ныне село относится к Атяшевскому району Республики Мордовия). По национальности — эрзянин.
В 1927 году родители в ходе коллективизации подверглись раскулачиванию и выселению (на момент гибели Ивана, родители ещё были живы, отец проживал в Мало-Карачаевском районе Карачаевской АО). Воспитывался у дедушки и бабушки.

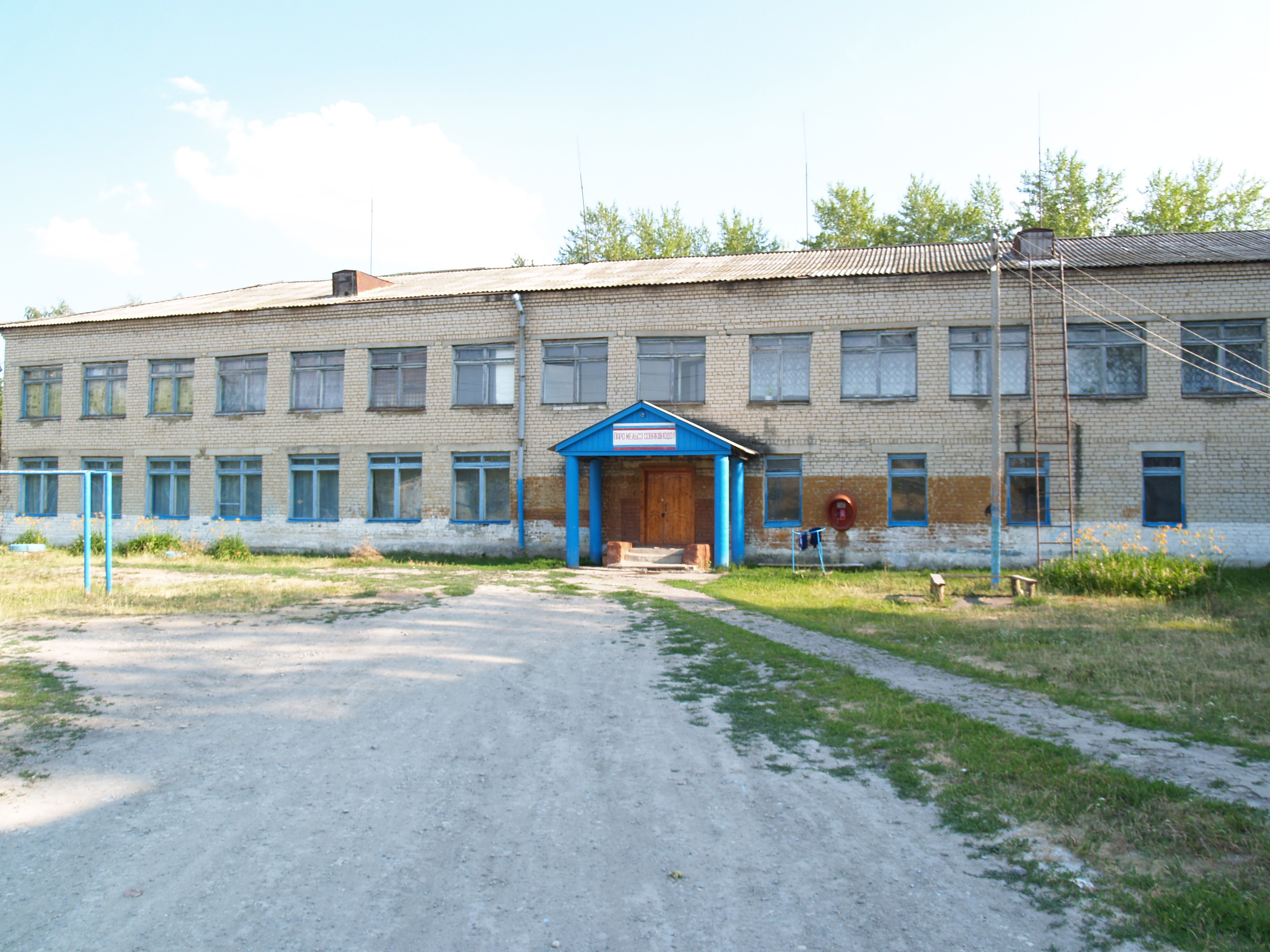
Школа в Сабанчеево, в которой учился Гусев

В 1936 году окончил Сабанчеевскую семилетнюю школу.
В конце июня 1940 года закончил Ичалковское педагогическое училище в селе Кемля (центр Ичалковского района Мордовской АССР). Сразу по окончании училища поступил на исторический факультет Пятигорского педагогического института (ныне Пятигорский государственный университет).

## Великая Отечественная война
Вскоре после начала Великой Отечественной войны был мобилизован. В августе 1941 года направлен на учёбу в Камышинское танковое училище (ныне Омский автобронетанковый инженерный институт), которое успешно окончил через год, в августе 1942 года, с присвоением воинского звания лейтенант. Некоторое время пребывал в резерве в различных учебных автобронетанковых центрах. А в мае 1943 года отбыл в действующую армию.
По прибытии на фронт получил должность командира взвода 2-го танкового батальона 181-й танковой бригады 18-го танкового корпуса. К началу Курской битвы Иван Гусев входил в экипаж капитана Петра Скрипкина, командира батальона.
Сведения о боевой машине командира батальона, а также о её экипаже противоречивы. Согласно статье, опубликованной в журнале «Родина» в 2013 году, это был танк Т-34-76. При этом экипаж состоял из пяти человек: помимо Скрипкина и Гусева, в состав входили механик-водитель Александр Николаев, заряжающий Роман Чернов и стрелок-радист Анатолий Зырянов. Эти же пять фамилий бойцов приводятся в книге российского историка Валерия Замулина «Засекреченная Курская битва». Однако согласно свидетельству начальника штаба батальона, датированному 1970 годом, в распоряжении Скрипкина и Гусева находился обычный Т-34, а среди оставшихся членов экипажа упоминаются только Николаев и Зырянов. А в тексте приказа № 0351 по 18-му танковому корпусу от 24 августа 1943 года о награждении двух бойцов орденами Отечественной войны I степени приводится следующий состав экипажа: Скрипкин, Гусев, Николаев, Чернов. Согласно же книге маршала Павла Ротмистрова «Стальная гвардия», экипаж танка составляли Скрипкин, Николаев, Зырянов и Чернов, а Гусев и вовсе не упоминается.

### События 12 июля 1943 года

#### Основная версия событий
12 июля 1943 года в ходе сражения у села Петровка танк лейтенанта Гусева подбил два немецких танка «Тигр», подавил три огневые точки противника и уничтожил несколько десятков вражеских солдат и офицеров. Однако при столкновении с новой группой «Тигров» удача изменила экипажу: командир батальона Скрипкин получил тяжёлые ранения, был легко ранен Николаев, а сам танк загорелся. Николаев и Зырянов вытащили раненого Скрипкина и укрыли в воронке. Заметив передвижения бойцов, один из «тигров» двинулся навстречу с целью уничтожить танк и его экипаж.
Согласно статье из журнала «Родина», Гусев также получил лёгкое ранение, однако продолжал отстреливаться, оставаясь в горящей машине. Дождавшись же возвращения Николаева, Гусев приказал ему идти на таран. При этом в машине, помимо Гусева и Николаева, также оставался заряжающий Чернов. Что Чернов на момент тарана тоже находился в танке, пишет и Замулин в «Засекреченной Курской битве». Почти то же самое, что и в материале «Родины», сообщается в свидетельстве начальника штаба 2-го батальона, однако в тексте не упоминается Чернов.
При столкновении машины взорвались, что привело к гибели советских танкистов. Однако благодаря состоявшемуся тарану удалось не только спасти людей, оказывавших первую помощь Скрипкину, но и помешать немецкой контратаке, а в дальнейшем и вовсе остановить врага и обратить его в бегство.

Капитан И. И. Гудков, извещая родителей Гусева о гибели их сына, сообщал в письме подробности его подвига: 
Танк лейтенанта Гусева шел вперед, ведя огонь из всех видов оружия. Но от вражеского снаряда его танк загорелся. Горящая машина, набирая большую скорость, помчалась навстречу идущему танку противника. «Тигр» хотел развернуться и уйти, но не смог. Горящий танк врезался в «Тигра», и обе машины взорвались. Экипаж героя погиб.

Полковник запаса, Герой Советского Союза Евгений Шкурдалов вспоминал: 
Я был командиром роты, хорошо знал героический экипаж. «34-ка» Гусева всегда находилась в безупречном состоянии и его часто ставили в пример другим. Иван отличался даже среди бывалых танкистов исключительным трудолюбием и глубоким знанием дела, экипаж Вани Гусева заслуженно считается общим любимцем в 181 танковой бригаде. Это были весёлые, дружные, сплочённые, жизнерадостные парни, готовые всегда прийти на помощь своим товарищам. Поэтому именно с ними пошёл в контрнаступление командир батальона капитан Скрипкин…

Вечером того же дня останки погибших бойцов были извлечены из сгоревшего танка и похоронены близ села Петровка.

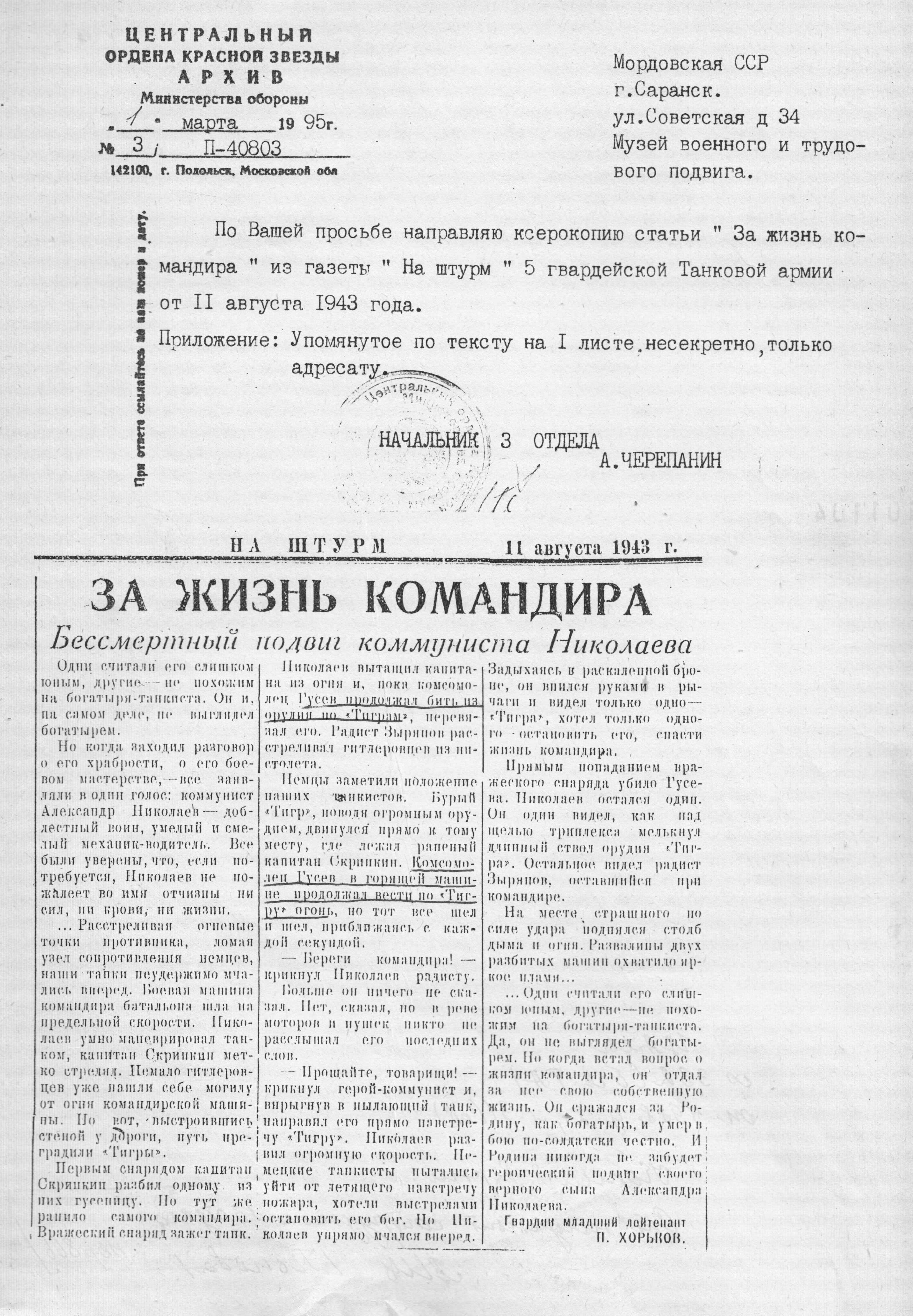
За жизнь командира

#### Альтернативные версии
Существуют источники, не подтверждающие участие Гусева в танковом таране. Так, в наградном листе, составленном командиром 181-й танковой бригады В. А. Пузырёвым 26 июля 1943 года, и в тексте приказа № 0351 по 18-му танковому корпусу от 24 августа 1943 года сообщалось, что инициатором тарана был Николаев, а Гусев к тому моменту был уже убит. Об гибели И.А. Гусева до момента тарана говорится в статье "За жизнь командира. Бессмертный подвиг коммуниста Николаева" от 11 августа 1943 года в газете "На штурм" 5-й ГвТА.
Главный маршал бронетанковых войск Павел Ротмистров, вообще не упоминающий Гусева, называет инициаторами Николаева и Зырянова.
Немецкий историк Карл-Хайнц Фризер и вовсе утверждает, что тарана не было, а советский танк взорвался от попадания немецкого снаряда. О том, что во время боя 12 июля произошла попытка тарана, не увенчавшаяся успехом, также пишет В. Вендт, мемуарист и бывший участник войны с немецкой стороны. Однако Вендт не сообщает точных данных, какой бригаде принадлежала взорвавшаяся машина.

Тем не менее, в отечественных источниках утверждается, что в этот день советские танкисты совершили первый танковый таран в ходе Курской битвы.

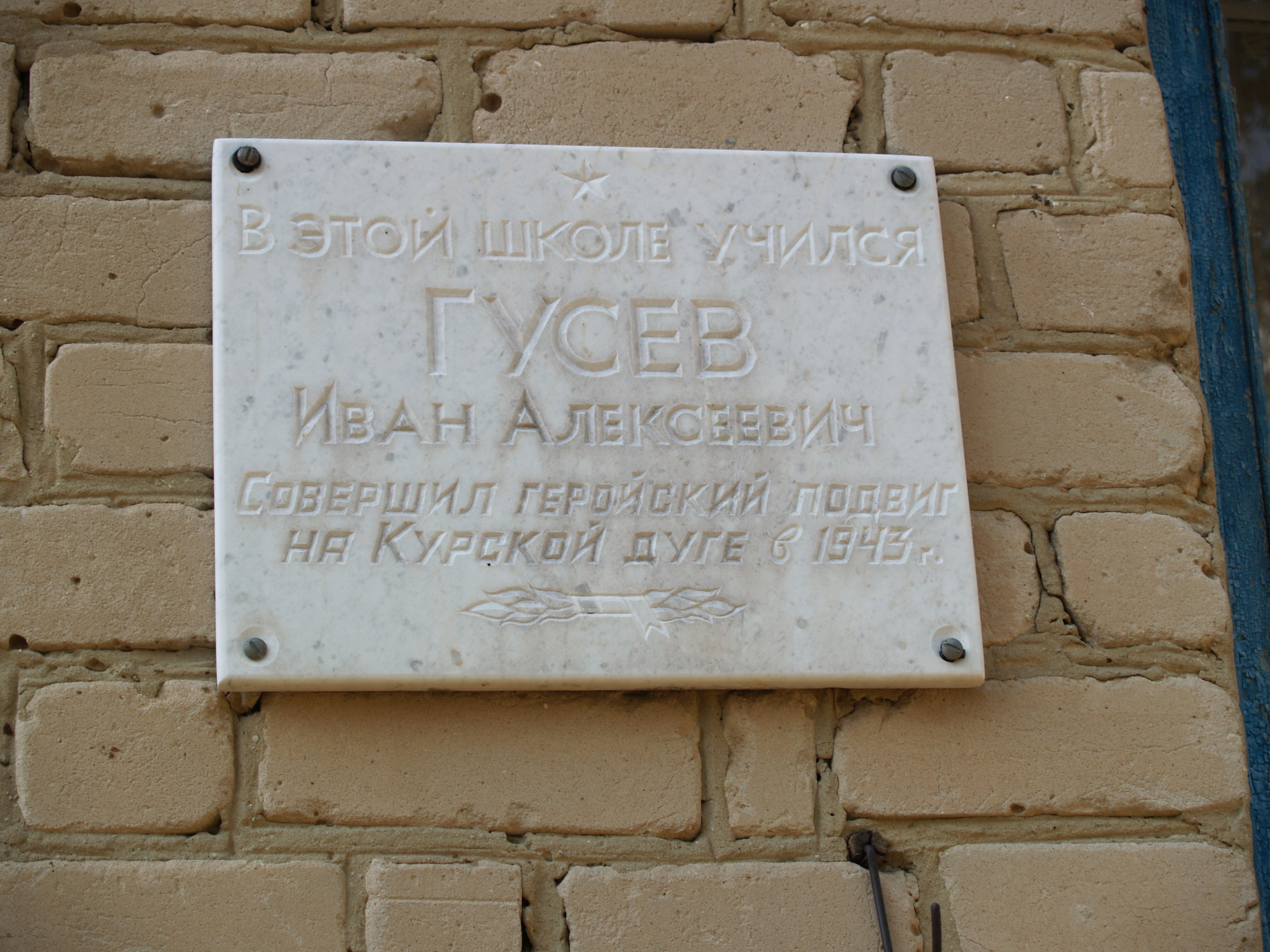
Мемориальная доска на здании школы в Сабанчеево.

Рассказывая о подвиге Гусева и анализируя существующие противоречия в книге «Прохоровское побоище», также посвящённой событиям Курской битвы, Замулин пишет:
Учитывая, что прошло уже много времени, а также стремление каждой из сторон приукрасить любое событие войны и использовать его в свою пользу, даже в мелочах, вероятно, уже невозможно объективно разобраться и выяснить, что произошло в те несколько минут, когда экипаж лейтенанта И. А. Гусева шёл на таран. Не вызывает сомнения лишь тот факт, что советские танкисты, спасая жизнь командира, продемонстрировали лучшие качества воина — героизм и самопожертвование.

## Награды

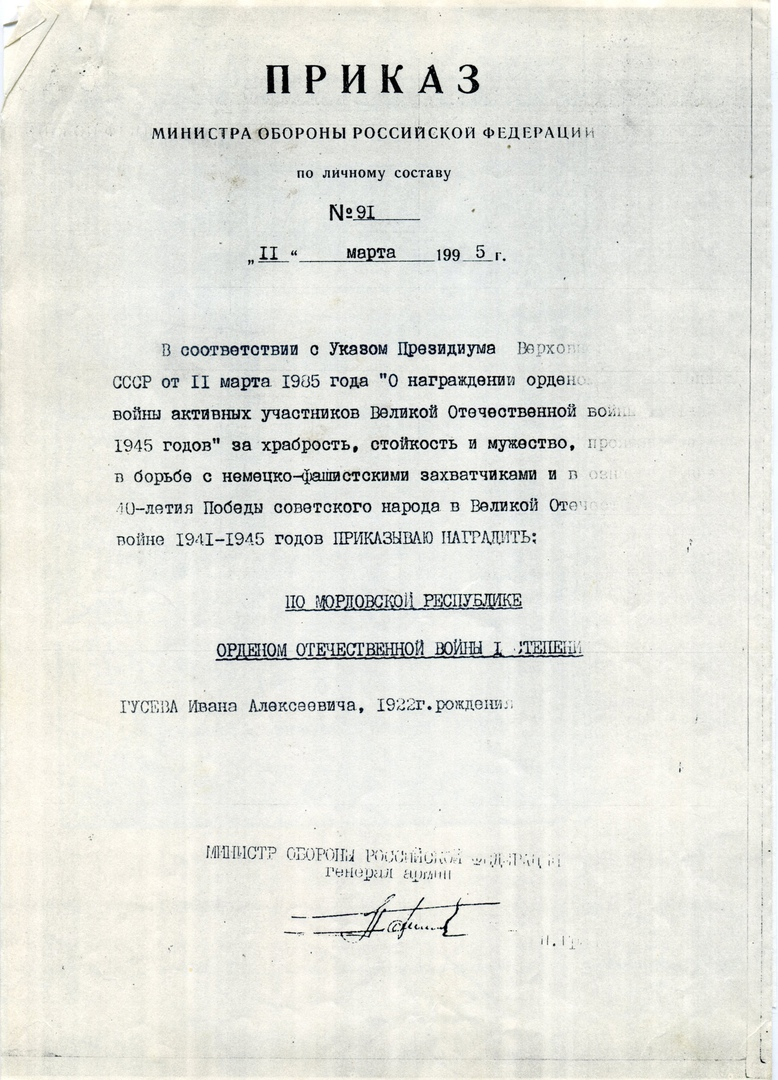
Приказ Министра Обороны РФ № 91 11 марта 1995 года о награждении посмертно И.А. Гусева орденом Отечественной войны I степени (№ 2308477).

15 июля 1943 года лейтенант Гусев и старший сержант Николаев за совершённый подвиг были посмертно представлены к званию Героя Советского Союза. Соответствующий документ составил исполняющий обязанности командира батальона старший лейтенант В. А. Янушкевич. Однако в результате состоялось награждение орденом Отечественной войны I степени, к которому были посмертно представлены Николаев и Чернов. Гусев же не был удостоен награды вовсе. Предполагается, что причиной тому послужило раскулачивание родителей лейтенанта.
В 1990-е годы сотрудник Мемориального музея Военного и Трудового Подвига 1941 - 1945 гг. (г. Саранск) И.С. Бурнайкин (в 1991 году добился присвоения Героя Советского Союза своему дяде Кудашкину И.С.) собрал пакет документов на награждение И.А. Гусева званием Героя Российской Федерации, но 11 марта 1995 года приказом Министра Обороны РФ № 91 он был награжден  орденом Отечественной войны I степени (№ 2308477) посмертно. 
Награду вручили родному брату погибшего танкиста Владимиру Гусеву, проживающему в городе Минеральные Воды, который передал орден и документы в Мемориальный музей Военного и Трудового Подвига 1941 - 1945 гг. (г. Саранск). При этом вместо орденской книжки использовали удостоверение от ордена Отечественной войны I степени, которое вручалось ветеранам в СССР с 1985 года в честь ознаменования 40-летия Победы. Это и вызвало путаницу с годом награждения. В пользу того, что это не 1985 год говорит то, что награждение посмертное и орден номерной.

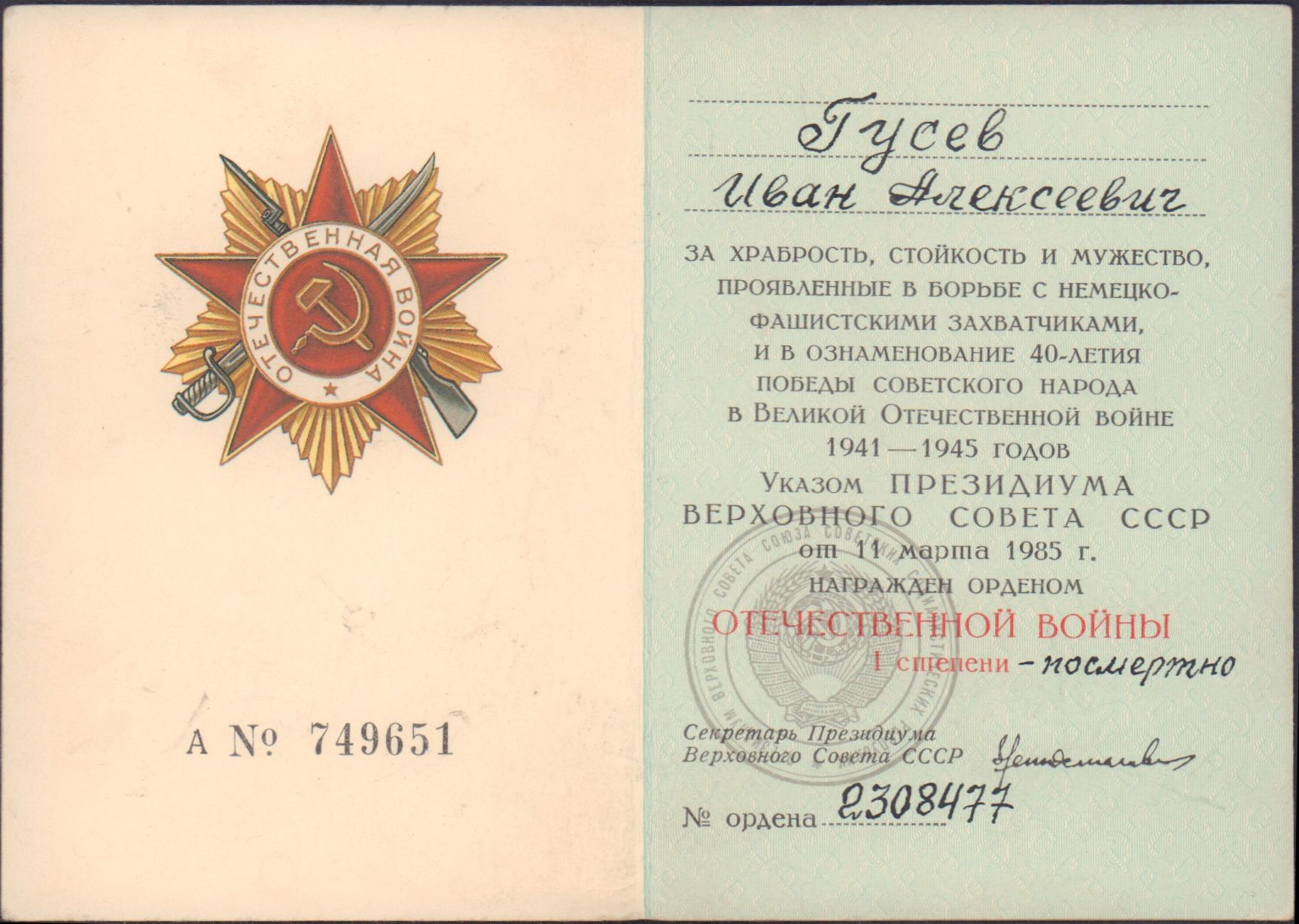
Орденская книжка А №749651 к ордену Отечественной войны I степени Гусева Ивана Алексеевича.

## Память
Во время войны на башнях танков делали надписи — «За смерть лейтенанта Гусева!».
Именем Гусева назвали танк в воинской части 35705. В честь подвига экипажа, которым командовал Гусев, перед музеем «Третье ратное поле России» установлена скульптурная композиция Фридриха Согояна «Танковое сражение под Прохоровкой. Таран».
В Сабанчеево действует музей Ивана Гусева при средней школе. Там же проходит турнир по вольной борьбе, названный в память об Иване Гусеве.
В марте 2020 года режиссёры Максим Рыськин и Александр Учеваткин объявили о начале съёмок художественного фильма «Пламя» о подвиге Ивана Гусева.